# Parque Pereira
Le Parque Pereira est un stade de football uruguayen situé dans le quartier de Parque Batlle à Montevideo, la capitale du pays.
Inauguré en 1917 et démoli en 1920, le stade est doté de 40 000 places.

## Histoire
Le stade, inauguré en 1917, est un des premiers stades d'Amérique latine. 
Le premier match officiel de club disputé dans le stade est une victoire 4-2 du Nacional sur Peñarol le 28 octobre 1917.
Le dernier match officiel se tenant dans le stade, est quant à lui une victoire 1-0 du Peñarol sur le Nacional le 2 mai 1920.
Après sa démolition, l'actuel Stade Centenario est construit à partir de 1929 près de ce dernier. 

## Événements
- Championnat sud-américain de football de 1917